# Jacksboro (Teksas)
Jacksboro – miasto w Stanach Zjednoczonych, w stanie Teksas, w hrabstwie Jack. W 2000 roku liczyło 4 533 mieszkańców. Jest to miasto, do którego Doc Holliday uciekł po sprzeczce, w której zabił człowieka. 